# آيت عربي (آيت توغازولي)
آيت عربي هو دُوَّار يقع بجماعة آيت سدرات الجبل السفلى، إقليم تنغير، جهة درعة تافيلالت في المملكة المغربية. ينتمي الدوّار لمشيخة آيت توغازولي التي تضم 4 دواوير. يقدر عدد سكانه بـ 667 نسمة حسب الإحصاء الرسمي للسكان والسكنى لسنة 2004.

## وصلات خارجية
- البوابة الوطنية للجماعات الترابية
- المندوبية السامية للتخطيط